# Millettia aurea
Millettia aurea é uma espécie vegetal da família Fabaceae.
Apenas pode ser encontrada no Madagáscar.